# Vsftpd
Der vsftpd ist ein Server für das File Transfer Protocol. Als Akronym steht sein Name für Very Secure File Transfer Protocol Daemon.

## Hintergrund
Die Bezeichnung als very secure (deutsch: sehr sicher) trägt dem Umstand Rechnung, dass der Schutz gegen unbefugte Nutzung im Mittelpunkt der Entwicklung steht. Zu diesem Zweck verfügt der vsftpd über eine Softwarearchitektur aus Modulen und Komponenten mit möglichst kompakter Programmierung, die als separate Prozesse miteinander kommunizieren. Als Nebeneffekt ergab sich exzellentes Verhalten unter hoher Last. Komplizierte Funktionen stehen beim vsftpd eher hintan. Ganz ohne Sicherheitslücken blieb der vsftpd nicht.

## Funktionen und Anwendungsbereich
vsftpd lässt sich mit einer einzelnen Konfigurationsdatei (meist /etc/vsftpd.conf) einstellen und erlaubt in seiner Ausgangskonfiguration nur anonymes FTP. vsftpd macht exzessiven Gebrauch von chroot-Jails, sodass im Falle eines Sicherheitslecks die Gefahr der Kompromittierung des gesamten Systems minimiert wird, da der Ausbruch aus einem Unix-chroot normalerweise unmöglich ist. Wie die meisten Daemons braucht vsftpd unter keinen Umständen Root-Rechte.
In früheren Versionen war vsftpd, wie viele andere FTP-Server, ausschließlich als inetd-Anwendung konzipiert, sodass bei jeder FTP-Verbindungsanfrage eine neue Instanz gestartet wurde. Dies bringt wesentliche Sicherheitsvorteile mit sich, da der vsftpd-Server nur mit minimal nötigen Rechten arbeitet. Außerdem wurde so das Augenmerk darauf gelegt, die Programmgröße von vsftpd möglichst klein zu halten, um die Leistung bei vielen neuen Verbindungen zu erhöhen. Seit neueren Versionen bietet vsftpd auch die Möglichkeit, als eigenständiger Daemon im Hintergrund zu laufen.
vsftpd steht als vollständiger FTP-Server seinen populären Konkurrenten wie PureFTPd oder ProFTPD prinzipiell in nichts nach. Dennoch ist die Konfiguration spartanisch aufgebaut, sodass etwa die FTP-Authentifikation, die sich in vsftpd mit Pluggable Authentication Modules ermöglichen lässt, in den meisten Fällen zumindest fundamentale Unix-Kenntnisse erfordert.
vsftpd ist wegen seiner kleinen Programmgröße gut geeignet für Rechner mit knappen Ressourcen, wird aber aufgrund seiner Geschwindigkeit auch auf sehr großen FTP-Servern benutzt, die meist nur anonymen Zugriff erlauben und als Downloadserver tausende von Dateien stündlich ausliefern.

## Sicherheitslücken
Im Juli 2011 schafften es Unbekannte, Zugang zu den Downloadservern zu erhalten. Daraufhin luden sie eine Version von vsftpd hoch (Version 2.3.4) die eine Sicherheitslücke enthielt.
Benutzer, die sich bei einem kompromittierten vsftpd-2.3.4.4-Server anmelden, waren in der Lage mit einem :) Smileygesicht als Benutzernamen eine Befehlszeile auf Port 6200 zu erhalten.
Als Reaktion auf diesen Angriff wird das Projekt seitdem auf der Google App Engine gehostet.